# Lucenay-lès-Aix
Lucenay-lès-Aix este o comună în departamentul Nièvre din centrul Franței. În 2009 avea o populație de 1.047 de locuitori.

## Evoluția populației
| An        | 1975  | 1982  | 1990  | 1999  | 2006  | 2009  |
| --------- | ----- | ----- | ----- | ----- | ----- | ----- |
| Populație | 1.419 | 1.218 | 1.139 | 1.048 | 1.050 | 1.047 |